# Giruá
Giruá is een gemeente in de Braziliaanse deelstaat Rio Grande do Sul. De gemeente telt 17.139 inwoners (schatting 2009).